# Joércio Gonçalves Pereira
Joércio Gonçalves Pereira CSsR (ur. 3 września 1953 w Virginia) – brazylijski duchowny rzymskokatolicki, w latach 2007-2009 biskup prałat Coari.

## Życiorys
Święcenia kapłańskie przyjął 26 lutego 1983 w zgromadzeniu redemptorystów. Był m.in. dyrektorem instytutu filozoficznego w Campinas, mistrzem nowicjatu, radnym prowincjalnym oraz rektorem sanktuarium maryjnego w Aparecidzie.
30 listopada 2005 został prekonizowany koadiutorem prałatury terytorialnej Coari. Sakrę biskupią otrzymał 25 lutego 2006. 28 lutego 2007 objął urząd ordynariusza. 22 lipca 2009 zrezygnował z urzędu.